# HMS Manchester (1937)
HMS „Manchester” – brytyjski krążownik lekki z okresu II wojny światowej, 2. grupy typu Town (podtyp Gloucester). Miał przydzielony znak taktyczny 15. Służył od 1938, zatopiony w 1942 przez włoskie kutry torpedowe na Morzu Śródziemnym w toku operacji Pedestal.
Podczas służby otrzymał wyróżnienia bitewne (battle honours): Norwegia 1940, Spartivento 1940, Arktyka 1942, konwoje maltańskie 1941-1942.

## Budowa
Krążownik lekki „Manchester” był jednym z trzech krążowników drugiej serii typu Town (Southampton), określanych też jako podtyp Gloucester, odróżniających się od okrętów pierwszej serii głównie pogrubieniem opancerzenia wież artylerii. Okręt zamówiono 15 listopada 1935. Stępkę pod budowę położono w stoczni R & W Hawthorn Leslie & Co. Ltd w Hebburn 28 marca 1936, kadłub wodowano 12 kwietnia 1937. Okręt wszedł do służby 4 sierpnia 1938.

## Służba

### Początek służby i początek II wojny światowej
Po wejściu do służby i okresie zgrywania załogi i mechanizmów, we wrześniu 1938 „Manchester” został przydzielony do 4. Eskadry Krążowników na wodach Indii Wschodnich, dokąd przybył w listopadzie.
Po wybuchu II wojny światowej, patrolował na Oceanie Indyjskim w poszukiwaniu rajderów i łamaczy blokady. 25 listopada 1939 powrócił, przez Morze Śródziemne, do Wielkiej Brytanii. Po remoncie, dołączył 24 grudnia 1939 do 18. Eskadry Krążowników Floty Metropolii (Home Fleet), bazując w Scapa Flow, której został okrętem flagowym.
Na początku 1940 głównie patrolował na północ od Wysp Brytyjskich w składzie Patrolu Północnego, w poszukiwaniu łamaczy blokady i rajderów chcących przejść na Atlantyk. 21 lutego przechwycił z niszczycielem HMS „Kimberley” i zdobył na południe od Islandii niemiecki statek „Wahehe” (4709 BRT) (późniejszy brytyjski „Empire Citizen”).

### Kampania norweska 1940
Od 5 kwietnia 1940 osłaniał konwój do Norwegii ON.25 8 kwietnia w związku z niemieckim atakiem na Norwegię konwój jednak zawrócono i okręty te odwołano. 9 kwietnia „Manchester” dołączył do sił głównych Home Fleet adm. Forbesa, znajdujących się na Morzu Północnym. Został on tego dnia następnie wysłany w składzie zespołu 4 krążowników, które miały zaatakować niemieckie okręty pod Bergen, lecz operacja została odwołana i okręty powróciły do sił głównych, po czym po południu były atakowane przez lotnictwo. „Manchester” następnie powrócił do bazy.
Od 13 kwietnia „Manchester” pod flagą wiceadmirała Laytona osłaniał konwój NP-1 przewożący wojsko z Wielkiej Brytanii do Norwegii. Następnie osłaniał 15 kwietnia lądowanie oddziałów z odłączonych od konwoju statków „Empress of Australia” i „Chrobry” w Lillesjona pod Namsos (zespół WX). 24 kwietnia „Manchester” przetransportował z Rosyth do Molde w Norwegii żołnierzy 15. Brygady pod dowództwem gen. Pageta (z krążownikami „York” i „Birmingham”, które transportowały żołnierzy do Åndalsnes oraz niszczycielami). 26–28 kwietnia wraz z krążownikiem „Birmingham” wspierał niszczyciele patrolujące pod Trondheim
W nocy z 1 maja pod flagą wiceadm. Laytona brał udział w ewakuacji wojsk z Romdalsfjordu w południowej Norwegii 10 maja osłaniał powrót uszkodzonego niszczyciela „Kelly”. 26 maja został przydzielony (wraz z HMS „Sheffield” i „Birmingham”) do dowództwa Nore dla celów przeciwinwazyjnych, bazując w Rosyth i Humber. W lipcu był remontowany w Portsmouth, po czym powrócił do przeciwinwazyjnej służby patrolowej na Morzu Północnym. 4 października powrócił do zadań we Flocie Metropolii w Scapa Flow. 16 października pod krążownikiem wybuchła mina, lecz bez uszkodzeń.

### Morze Śródziemne 1940
W połowie listopada 1940 „Manchester” został skierowany na Morze Śródziemne, w celu udziału w operacji Collar dowozu zaopatrzenia na Maltę. Brał w niej udział w składzie Zespołu F, wraz z krążownikiem „Southampton”, osłaniając konwój i zarazem transportując na pokładzie lotników do Aleksandrii. 27 listopada doszło do nierozstrzygniętego starcia brytyjskich krążowników z okrętami włoskimi koło przylądka Spartivento. Po osłonie konwoju na Maltę, 30 listopada „Manchester” i „Southampton” doszły do Aleksandrii, po czym „Manchester” powrócił 6 grudnia do Gibraltaru, a następnie do Scapa Flow.

### Atlantyk i Morze Śródziemne 1941
Od stycznia do kwietnia 1941 okręt był w remoncie w Tyne, połączonym z zainstalowaniem radaru Type 279. Działał następnie w składzie północnego patrolu (Northern Patrol).
7 maja z krążownikami HMS „Birmingham” i HMS „Edinburgh” oraz czterema niszczycielami HMS „Bedouin”, HMS „Eskimo”, HMS „Somali”, HMAS „Nestor” wziął udział w operacji EB – przechwycenia niemieckiego statku rozpoznania pogodowego WBS-6 „München” w celu zdobycia tablic kodowych do maszyny szyfrującej Enigma.
22 maja patrolował między Islandią a Wyspami Owczymi w celu ewentualnego przechwycenia pancernika „Bismarck”, który przedzierał się na Atlantyk, po czym 24 maja patrolował w Cieśninie Duńskiej na wypadek zawrócenia pancernika.
W lipcu 1941 „Manchester” uczestniczył w eskorcie konwoju statków z wojskiem i sprzętem z Wielkiej Brytanii na Maltę (operacja Substance) (początkowo eskortował transportowiec „Leinster” w zespole z krążownikiem „Arethusa” i niszczycielami HMS „Cossack”, „Maori” i „Sikh”). Po minięciu Gibraltaru 21 lipca 1941, konwój stał się obiektem ataków lotnictwa i włoskich kutrów torpedowych. 23 lipca „Manchester” został trafiony torpedą lotniczą w kotłownię z prawej burty, lecz zdołał powrócić do Gibraltaru w eskorcie niszczycieli „Avon Vale”, „Vidette”, „Vimy” i „Wishart” (26 zabitych). Po prowizorycznej naprawie w Gibraltarze, we wrześniu udał się na remont do USA, trwający do lutego 1942 (stocznia Philadelphia Navy Yard). Po powrocie do Wielkiej Brytanii w kwietniu, przeprowadzono dalsze prace, m.in. instalując nowe radary (kierowania ogniem Type 284 i Type 285 oraz wykrywania nawodnego Type 273). 2 maja 1942 powrócił do służby operacyjnej we Flocie Metropolii w Scapa Flow.

### Arktyka i Morze Śródziemne 1942
25 czerwca 1942 „Manchester” wraz z niszczycielem „Eclipse” przetransportował zaopatrzenie i żołnierzy dla garnizonu na Spitsbergenie (operacja Gearbox). 3 lipca został skierowany do osłony konwoju PQ-17 do ZSRR, w nocy 4 lipca odwołano okręty eskorty i konwój rozwiązano (poniósł on następnie ciężkie straty).
Od początku sierpnia „Manchester” został skierowany ponownie na Morze Śródziemne, w celu osłony dużej operacji dowozu zaopatrzenia dla Malty Pedestal. Wchodził w skład zespołu X, bezpośrednio eskortującego konwój i brał udział w intensywnych walkach z lotnictwem niemieckim i włoskim 11 i 12 sierpnia. Po godz. 1.07 w nocy 13 sierpnia „Manchester” został poważnie uszkodzony jedną torpedą w prawą burtę przez włoskie kutry torpedowe MS 16 i MS 22. Uszkodzeniu uległa maszynownia i pozostał tylko jeden sprawny wał. Wobec niemożności ewakuacji okrętu, został on następnie opuszczony przez załogę i samozatopiony. Zginęło 11 osób. 158 osób przejął niszczyciel HMS „Pathfinder”, a w dzień 163 osoby odnalazły i uratowały niszczyciele „Eskimo” i „Somali”. Część rozbitków dopłynęła do brzegu Tunezji i została internowana przez władze francuskie.

## Dane
Więcej informacji w artykule Krążowniki lekkie typu Southampton
- wyporność:
  - standardowa: 9400 t
  - pełna: 11.650 t
- wymiary:
  - długość całkowita: 180,3 m
  - długość na linii wodnej: 170,1 m
  - szerokość: 19 m
  - zanurzenie: 6,27–6,55 m[10]
- napęd: 4 turbiny parowe systemu Parsonsa(inne języki) o mocy łącznej 82 500 KM, 4 kotły parowe Admiralicji, 4 śruby
- prędkość maksymalna: 32,3 w.
- zasięg: 12 100 mil morskich przy prędkości 12 w
- zapas paliwa: 1950-2100 t. mazutu[10]
- załoga: 800 (w czasie wojny zwiększana)

Uzbrojenie i wyposażenie:
- 12 dział kalibru 152 mm Mk XXIII w wieżach trzydziałowych Mk XXII (4xIII)
- 8 dział uniwersalnych 102 mm Mk XVI w stanowiskach dwudziałowych Mk XIX przykrytych maskami (4xII)
- 8 działek przeciwlotniczych 40 mm Vickers Mk VIII w poczwórnych stanowiskach Mk VII (2xIV)
- 3 działka przeciwlotnicze 40 mm Bofors, pojedyncze (3xI) (dodawane w latach 1941–1942)[10]
- 5 działek przeciwlotniczych 20 mm Oerlikon, pojedynczych (dodawane w latach 1941–1942)[10]
- 8 wkm 12,7 mm plot (2xIV) (usunięte w latach 1941–1942)
- 6 wyrzutni torpedowych 533 mm (2xIII)
- 2 wodnosamoloty Supermarine Walrus, katapulta

Opancerzenie:
- pas burtowy: 114 mm
- pokład pancerny nad maszynownią: 32–37 mm
- przednia i tylna gródź cytadeli pancernej: 63 mm
- komory amunicyjne: 114 mm (25–51 mm od góry)
- wieże i barbety: 102–51 mm